# Micrerethista africana
Micrerethista africana är en fjärilsart som beskrevs av Davis 1998. Micrerethista africana ingår i släktet Micrerethista och familjen äkta malar. Inga underarter finns listade i Catalogue of Life.